# Convent del Carme (Barcelona)
El convent del Carme era un conjunt arquitectònic, actualment desaparegut, entre els carrers del Carme i dels Àngels al barri del Raval de Barcelona. La portalada gòtica es conserva al mig d'una rotonda a Sant Adrià del Besòs i ha esdevingut un símbol del municipi.

## Història i descripció
Va ser fundat el segle xiii com a seu de l'orde carmelita i es devia construir entre 1293 i 1381, i l'any 1323 s'hi va hostatjar el rei Jaume el Just. El 1835, el convent fou assaltat i cremat pels grups revolucionaris, i un cop desamortitzat, el 1838 fou cedit  a l'Ajuntament de Barcelona per instal·lar-hi provisionalment la Universitat, tot just restablerta després de l'abolició pels Decrets de Nova Planta. El 1872 es va traslladar al nou edifici de l'Eixample, i finalment, el 1874 va ser enderrocat i el solar es va urbanitzar de nou amb l'obertura dels carrers del Doctor Dou i del Pintor Fortuny.

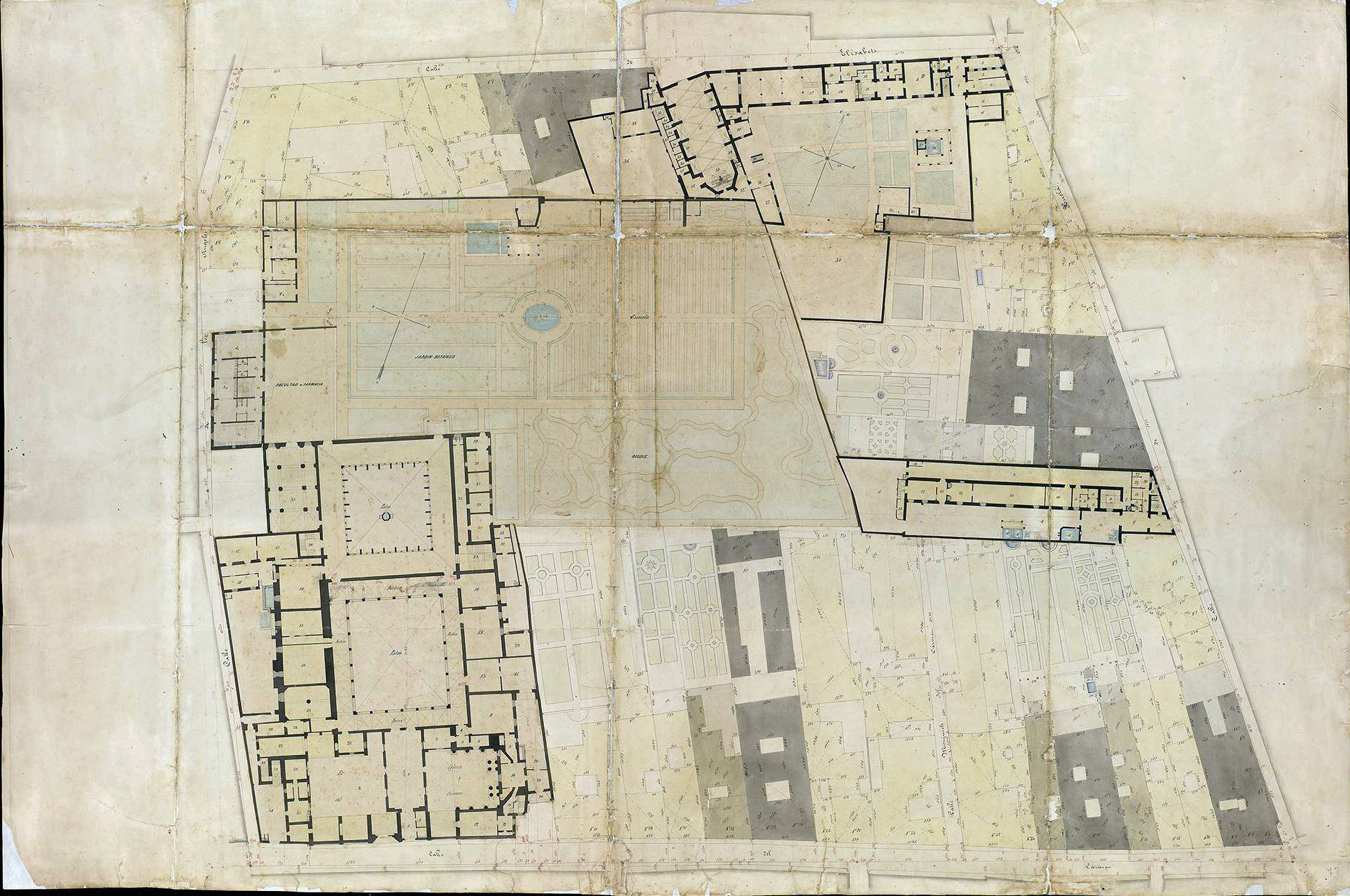
Quarteró núm. 78 de Garriga i Roca (c. 1860)

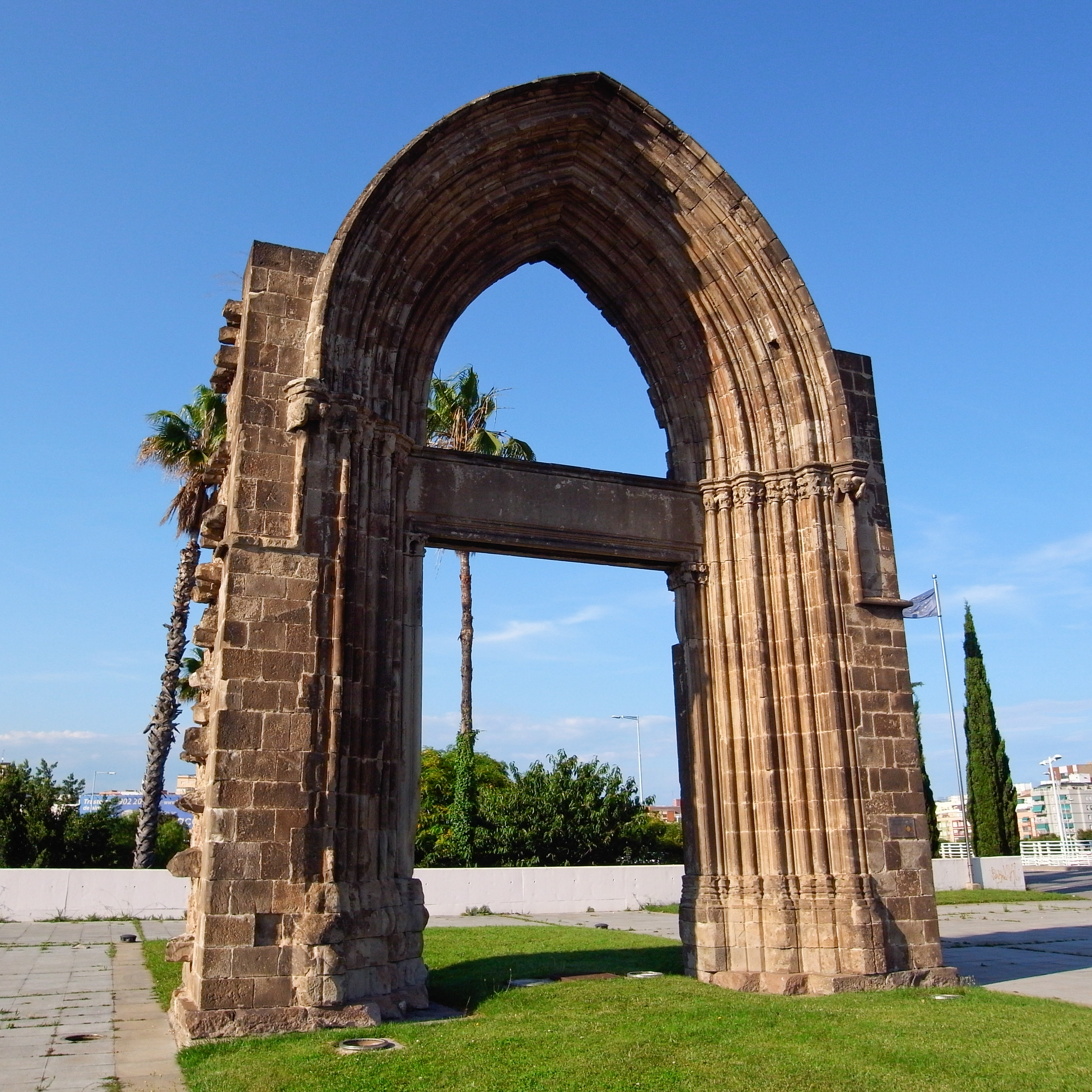
Portalada del Convent del Carme, en la seva ubicació actual, a Sant Adrià de Besòs

### Portalada
Va ser traslladada al costat de la masia de Cal Tondo de Sant Adrià de Besòs per Juli Maria Parellada i de Moragas, propietari de Can Serra.
El 1968, amb les obres de l'autopista A-19 (actual C-31), quedà situada entre els dos ramals d'aquesta via. El 1991 es construí la ronda del Litoral i la portalada fou restaurada per l'arquitecte Joan Bassegoda i Nonell, director de la Càtedra Gaudí, i es traslladà a l'emplaçament actual, el nus d'accés a la Ronda del Litoral amb els ramals del pont de la carretera N-II, al marge dret del riu Besòs. El 1997, va ser reconeguda com a símbol d'identitat del municipi a petició de l'associació Dones de Futur, i el 2003, declarada BCIL.
Està formada per dos brancals, una llinda plana i l'arc fet amb pedra de Montjuïc tallada. Els brancals estan formats per sòcol llis, sobre el que reposen una successió de pilastres, de fust semicircular, amb bases gòtiques i capitells amb ornamentació de motius vegetals i animals i també per rostres humans. L'arc és ogival i està destacat amb arquivoltes. El carregament coincideix amb els àbacs dels capitells, i està constituït per una imposta motllurada continua de brancal a brancal i per sobre de la llinda plana.